# Journée internationale de la gentillesse
La journée internationale de la gentillesse est une journée internationale annuelle d'origine japonaise et anglo-saxonne, consacrée tous les 3 novembre au thème de la gentillesse. Initialement le 13 novembre, elle est introduite en France en 2009 par le site web www.psychologie.com,, de la revue française Psychologies magazine.

## Historique

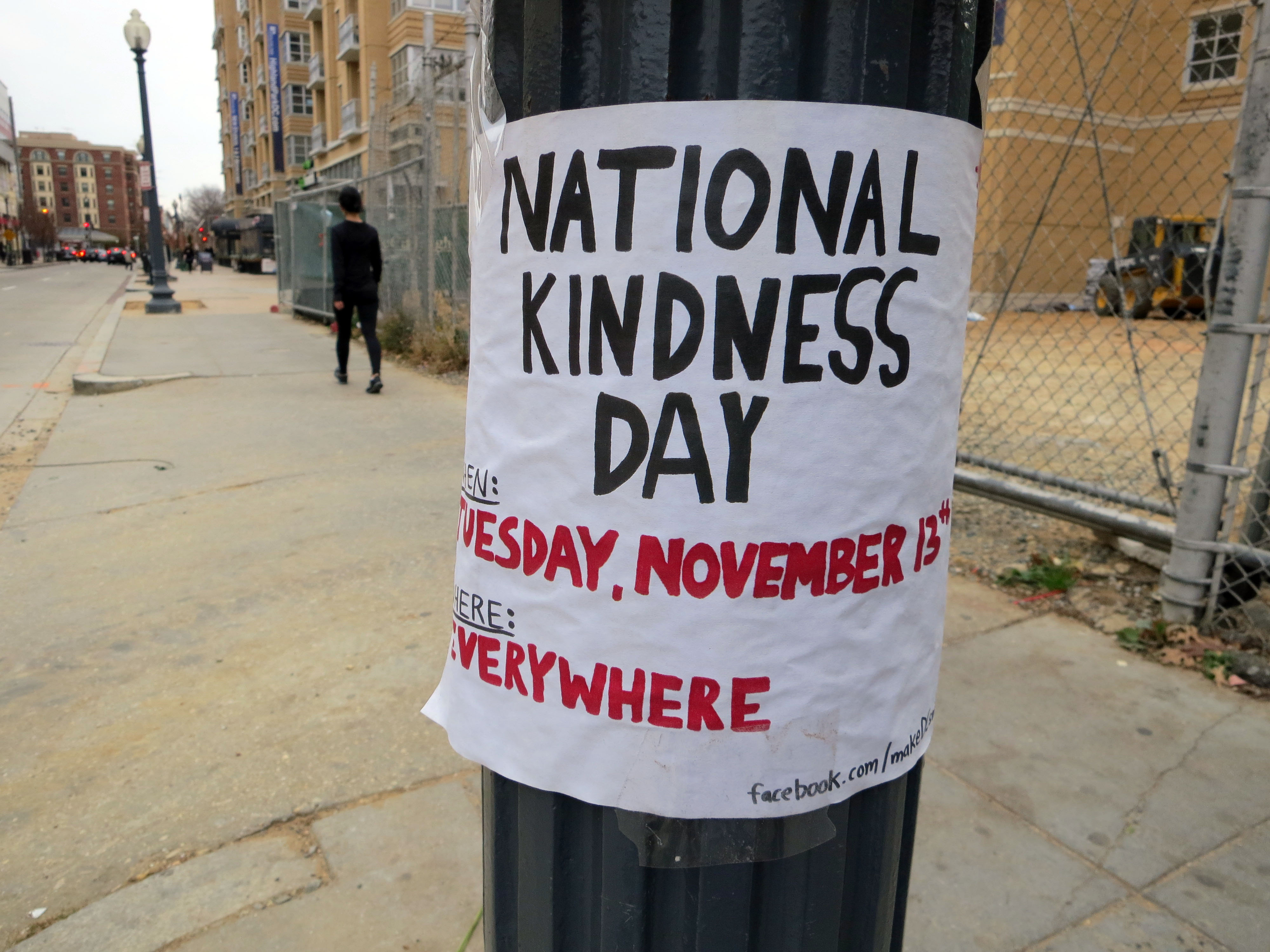
Affichette de gentillesse du 13 novembre 2012.

La journée internationale de la gentillesse est née dans les années 1980 au Japon.
En 2000 naît à Singapour, l'organisation internationale anglo-saxonne World Kindness Day (« Mouvement mondial pour la gentillesse »), une coalition d'ONG nationales dédiées à la gentillesse. Elle initie cette journée internationale, suivie rapidement par de nombreux pays du monde, dédiée au thème du développement personnel des qualités morales et humaines de gentillesse / bienveillance universelle. On l’observe ainsi dans de nombreux pays, dont le Canada qui célèbre la journée avec The Kindness Concert, l’Australie, le Nigeria et les Émirats arabes unis. Singapour a observé cette journée pour la première fois en 2009 avec notamment 45 000 fleurs jaunes distribuées. L'Italie et l'Inde observent également cette journée. Au Royaume-Uni, elle est dirigée par David Jamilly, cofondateur de Kindness Day UK avec Louise Burfitt-Dons.
En 2010 en Australie, à la demande de Michael Lloyd-White, la NSW Federation Parents and Citizens Association écrit au ministre de l'Éducation de la Nouvelle-Galles du Sud pour inscrire la Journée mondiale de la gentillesse sur le calendrier scolaire de cet État australien. En 2012, à la demande du président de World Kindness Australia, la Journée mondiale de la gentillesse est inscrite au calendrier scolaire fédéral par le ministère de l'Éducation scolaire, de la Petite Enfance et de la Jeunesse. Peter Garrett fait une déclaration de soutien à World Kindness Australia et inscrit la Journée mondiale de la gentillesse au calendrier scolaire national de plus de 9 000 écoles australiennes.
Les écoles du monde entier célèbrent désormais la Journée mondiale de la gentillesse et travaillent avec des ONG locales telles que Be Kind People Project et Life Vest Inside aux États-Unis. En 2012, en Australie, Marie Bashir, gouverneure de la Nouvelle-Galles du Sud, organise pour la première fois un événement à Government House pour célébrer la Journée mondiale de la gentillesse et accepte le prix Cool To Be Kind décerné par les élèves de 3e et 4e année. Les conseils australiens représentant plus de 1,3 million d'habitants signent également des déclarations de soutien à World Kindness Australia, inscrivant la Journée mondiale de la gentillesse au calendrier des événements du Conseil. Ceux-ci incluent THE BIG HUG, la distribution de Kindness Cards, de Global Flashmob, coordonnés par Orly Wahba de l'organisation américaine Life Vest Inside. Ces événements se sont aussi tenus dans 15 pays et 33 villes avec des images des diffusées sur les grands écrans de New York. En 2017, la Journée mondiale de la gentillesse est également célébrée en Slovénie, organisée par l'association bénévole Humanitarček dans le cadre de son projet Randomized Kindness.
En France, historiquement le 13 novembre comme le reste du monde, la date a été déplacée au 3 novembre pour respecter la commémoration des attentats du 13 novembre 2015.

## Objectif
La Journée mondiale de la gentillesse vise à souligner les bonnes actions dans le monde en se concentrant sur le pouvoir positif et le fil conducteur de la gentillesse pour le bien qui lie tous les êtres humains. La gentillesse est un élément fondamental de la condition humaine qui comble les divisions de race, de religion, de politique, de sexe et de lieu. Les cartes de gentillesse sont également une activité continue qui peut soit être transmise pour reconnaître un acte de gentillesse, soit demander qu'un acte de gentillesse soit accompli. Des démarches sont en cours auprès des Nations unies par l'organisation mondiale la plus importante, le World Kindness Movement, pour que la Journée mondiale de la gentillesse soit officiellement reconnue et que ses membres signent à l'unanimité une Déclaration de soutien à la gentillesse mondiale.
Selon Gulf News, « c'est une journée qui encourage les individus à négliger les frontières, la race et la religion. »

## Définition
Ce vaste thème de sociologie / rapports sociaux / relation humaine regroupe des notions de bien, de savoir vivre, de morale / valeur morale, d'éthique, d'amour, de tendresse, de bonté, de bienveillance, de politesse, d'intelligence, d'altruisme, de solidarité, d'humanité, d'empathie.... en milieu social, culturel, familial, scolaire, professionnel...

## Actions réalisées
Meik Wiking, président de l'Institut de recherche sur le bonheur de Copenhague, donne des conseils de pratiques pour cette journée, ainsi que des actions possibles à réaliser tels que des actes de bonté ou à destination d'associations caritatives.